# Rogério da Silva Rego
Rogério da Silva Rego (Salvador, BA, 21 de dezembro de 1933 – Itapetinga, BA, 1º de outubro de 1982) foi um advogado, servidor público e político brasileiro, outrora deputado federal pela Bahia.

## Biografia
Filho de José Raimundo Fortes do Rego e Elisa da Silva Fortes do Rego. Advogado formado em 1959 pela Universidade Federal da Bahia, tinha ligações políticas com Juracy Magalhães, de quem foi oficial de gabinete na segunda passagem do mesmo como governador da Bahia entre 1959 e 1963, além de ocupar os cargos de assistente jurídico da procuradoria-geral do estado e da prefeitura de Salvador, ora administrada por Heitor Dias. Posteriormente foi diretor do Departamento de Cooperativismo do Estado e procurador do Instituto de Aposentadoria e Pensões dos Servidores do Estado da Bahia.
Em 1967 reassumiu a função de oficial de gabinete de Jutahy Magalhães quando este tornou-se vice-governador ao vencer as eleições de 1966 junto a Luís Viana Filho. No mesmo ano passou algum tempo nos Estados Unidos onde participou de seminários sobre cooperativismo na Universidade de Wisconsin, comunicação na Universidade de Michigan, e sobre o programa do Washington International Center, experiência que rendeu-lhe a publicação de Development of the cooperative system in Brazil em colaboração com José de Siqueira Rodrigues Filho.
Membro da ARENA após a outorga do bipartidarismo pelo Regime Militar de 1964, elegeu-se deputado federal pela Bahia em 1970, 1974 e 1978. Durante sua vida parlamentar integrou o chamado "grupo renovador" de seu partido ligando-se à figura de Filinto Müller e, com o falecimento deste, a Petrônio Portela. Com a restauração do pluripartidarismo migrou para o PDS em 1980 e nesta legenda foi candidato a vice-governador da Bahia na chapa de Clériston Andrade em 1982, mas ambos faleceram durante a campanha eleitoral num acidente aéreo que vitimou mais onze pessoas em Itapetinga em 1º de outubro de 1982.
Em razão do infausto acontecimento, o diretório estadual do PDS indicou João Durval Carneiro e Edvaldo Flores como novos candidatos a governador e a vice-governador, respectivamente, sendo que tal chapa venceu a eleição em 15 de novembro daquele ano.